# 15415 Ріка
15415 Ріка (15415 Rika) — астероїд головного поясу, відкритий 4 лютого 1998 року.
Тіссеранів параметр щодо Юпітера — 3,619.